# Маслово (Звонская волость)
Ма́слово — деревня в Опочецком районе Псковской области России. Входит в состав Звонской волости.
Расположена в 20 км к юго-востоку от города Опочка, к западу от озера Крушинное.
Численность населения по состоянию на 2000 год составляла 25 человек, на 2012 год — 10 человек.